# Aagtdorp
Aagtdorp falu Hollandiában, Bergen községben, Észak-Holland tartományban, a tengerparti ďűnéken terül el. Lakosainak száma 600 fő (2005-ös adat). Alkmaar városától 6 kilométerre fekszik északnyugatra.
Tengerparti fekvésénél fogva népszerű kirándulóhely, sátorhelyek és bungalók is találhatók a kempingjében.
Neve 1226-ból Ekthorp, 1745-ből Egchtdorp formában maradt fenn.

## Fordítás
Ez a szócikk részben vagy egészben  az   Aagtdorp című holland Wikipédia-szócikk ezen változatának fordításán alapul.  Az eredeti cikk szerkesztőit annak laptörténete sorolja fel. Ez a jelzés csupán a megfogalmazás eredetét és a szerzői jogokat jelzi, nem szolgál a cikkben szereplő információk forrásmegjelöléseként.